# Benet Ribas i Fugarolas
Benet Ribas i Fugarolas (Blanes, 25 de març de 1908 - Blanes, 1997) fou un periodista i promotor cultural català.

## Biografia
El 1921 es va integrar en el grup de la revista Recull de Blanes, que organitzava unes tertúlies a sa botigueta on va rebre el mestratge de Joaquim Ruyra i Joan Junceda. La revista va tancar el 1936, però va aconseguir que tornés a sortir en 1949. Des d'ella va dur a terme una incansable tasca de catalanització i de difusió dels valors socio-cristians, i amb el temps va esdevenir una escola de formació, convocant des de 1964 els premis literaris Recull. El 1976 va presentar Convergència Democràtica de Catalunya a Blanes, juntament amb el mateix Jordi Pujol. També ha participat en la revitalització del Centre Catòlic, la reconstrucció de les ermites de Sant Joan i Santa Bàrbara i 
l'Obreria del Santuari de la Mare de Déu del Vilar.
El 1987 li fou atorgada la Creu de Sant Jordi per la Generalitat de Catalunya i el 1992 el Premi d'Actuació Cívica de la Fundació Lluís Carulla.